# It's Like You Never Left
It's Like You Never Left es el cuarto álbum de estudio del cantautor inglés Dave Mason. Fue publicado el 29 de octubre de 1973 a través de Columbia Records.

## Recepción de la crítica
Un escritor no especificado de la revista Billboard escribió: “Mason es quizás una de las fuerzas más creativas, lírica, musical y vocalmente, del pop actual. Lo mejor que puede hacer es con material puramente acústico, como los bellos «Every Woman» y «Maybe», pero también sabe roquear con los mejores, como en «Silent Partner». Cantante, escritor, director, productor—lo hace todo”. Un escritor no especificado de la revista Record World comentó: “El primer álbum de Mason en Columbia demuestra nuevamente sus vastas habilidades como compositor, cantante y guitarrista. Las melodías son encantadoras y varias presentan excelentes armonías de Graham Nash”. Un escritor no especificado de la revista Cash Box declaró: “El último LP de Dave es un álbum sólido que presenta al cantante/compositor/músico en su mejor momento. «Headkeeper», «Misty Morning Stranger» y «Silent Partner» son números robustos y dinámicos, todos hábilmente producidos por Dave, mientras que «Sidetracked» es una pieza multifacética con sabor a jazz que recuerda mucho a su asociación con Traffic. [...] Este es uno de los mejores LPs del año”.
En su reseña inicial del álbum, Noel Coppage de Stereo Review describió It's Like You Never Left como “el mejor trabajo de Mason desde que dejó Traffic y probablemente su mejor trabajo registrado”, añadiendo: “La voz de Mason no es distintiva, pero es suave y competente. Si nos detuviéramos allí, el álbum sería escuchable y levemente placentero, y sólo un poco más si permitimos la armonía vocal de Graham Nash en tres canciones—pero detenernos allí dejaría fuera la mejor parte: la forma en que Dave toca la guitarra. Es limpio, tan limpio y suave que a nadie le importará que le pida prestado un lametazo a Harrison o Clapton o alguien de vez en cuando. La puntería acústica, especialmente en cortes como «Maybe» y «Silent Partner», es simplemente elegante”.

## Lista de canciones
Todas las canciones escritas y compuestas por Dave Mason, excepto donde esta anotado. 
| Lado uno |                      |          |  |
| N.º      | Título               | Duración |  |
| 1.       | «Baby... Please»     | 3:15     |  |
| 2.       | «Every Woman»        | 1:40     |  |
| 3.       | «If You've Got Love» | 3:19     |  |
| 4.       | «Maybe»              | 4:03     |  |
| 5.       | «Headkeeper»         | 3:35     |  |

| Lado dos |                                                                 |          |  |
| N.º      | Título                                                          | Duración |  |
| 1.       | «Misty Morning Stranger»                                        | 4:30     |  |
| 2.       | «Silent Partner»                                                | 3:03     |  |
| 3.       | «Side Tracked» (Mason, Rick Jaeger, Lonnie Turner, Mark Jordan) | 3:30     |  |
| 4.       | «The Lonely One»                                                | 4:42     |  |
| 5.       | «It's Like You Never Left»                                      | 3:03     |  |

## Posicionamiento
| Gráfica (1973)                            | Pico de posición |
| ----------------------------------------- | ---------------- |
| Estados Unidos (Billboard Top LPs & Tape) | 50               |
| Estados Unidos (Cash Box Top 100 Albums)  | 61               |
| Estados Unidos (Record World Album Chart) | 60               |

## Historial de lanzamientos
| Región         | Fecha                  | Formato | Discográfica | Ref.   |
| -------------- | ---------------------- | ------- | ------------ | ------ |
| Estados Unidos | 29 de octubre de 1973  | LP      | Columbia     | [ 13 ] |
| Reino Unido    | 2 de noviembre de 1973 | LP      | CBS          | [ 13 ] |